# Csipkés keresztespók
A csipkés keresztespók (Hypsosinga heri) a pókszabásúak (Arachnida) osztályának a pókok (Araneae) rendjébe, ezen belül a főpókok (Araneomorphae) alrendjébe és a keresztespókfélék (Araneidae) családjába tartozó faj.

## Előfordulása
A csipkés keresztespók meglehetősen ritka pókfaj.

## Megjelenése
A csipkés keresztespók hímjének testhosszúsága körülbelül 3 milliméter, a nőstényé eléri az 5 millimétert. A fejtor vörösbarna, a fej és környéke fekete. A nőstény potrohán fölül két széles, fekete, többnyire gyakran megszakított hosszanti sáv húzódik, egyébként sárga vagy világító vöröses színű. A lábak vörösek vagy barnák. Az állat egész teste erősen fénylő. A hím kevésbé feltűnő.

## Életmódja
A csipkés keresztespók állóvizek partja, nádasok, sással benőtt mocsarak lakója. A pók kisméretű, kerek hálóját csekély magasságban, gyakran sászsombékok közé építi a nyílt víz fölött. Napközben többnyire a háló közepének sűrű szövésű központi körén, az úgynevezett varraton tartózkodik.